# Grand

Koruna španělských grandů

Grand je příslušník španělského grandátu (španělsky: Grandeza de España), což je nejvyšší šlechtický titul ve Španělském království, v pořadí hned za španělskými infanty, titulem, který náleží pouze potomkům krále a dětem asturského knížete.
Španělští grandi jsou zřejmě pokračovateli starobylých ricoshombres v královstvích Kastilie a León, Aragonie a Navarra, přičemž grandeza je nejvyšší stupeň španělské aristokracie.

## Historie

### Původ
Po nástupu dynastie Trastámarů na španělský trůn v roce 1369, byli „grandy“ nazýváni nejvyšší představitelé nejmocnějších feudálních rodů pocházejících z královské krve. Původ španělského grandstva, tak jak je známe dnes, se však ustálil až za panování Karla I. Španělského.
V roce 1520, krátce po své korunovaci císařem Svaté říše římské (jako Karel V.), zavedl rozlišování mezi prostou šlechtou (tzn. nositeli šlechtického titulu) a „grandy“ (pocta udělovaná panovníkem, jež byla vázána ke šlechtickému titulu), přičemž titul španělských grandů byl spojen s výsadou cobertury – právem setrvat s pokrývkou hlavy i v přítomnosti krále (odtud také pochází tradiční formule udělené hodnosti: ¡Cubríos!). Mezi další výsady patřilo například právo sedět v přítomnosti krále. Grand ttaké nemohl být uvězněn, leda na přímý příkaz samotného panovníka.
V tomto prvním rozlišení z roku 1520 byli uznáni za „grandy“ představitelé tehdejších pětadvaceti předních a nejstarších šlechtických titulů:
- vévoda z Alby
- vévoda z Alburquerque
- vévoda z Arcosu
- vévoda z Béjaru
- vévoda z Cardony
- vévoda z Frías
- vévoda z Gandíe
- vévoda z Infantada
- vévoda z Mediny Sidonie
- vévoda Medinaceli
- vévoda z Nájery
- vévoda ze Segorbe
- vévoda z Villahermosy
- markýz z Aguilar di Campoo
- markýz z Astorgy

Erbovní plášť španělských grandů

- markýz z Denia, později vévoda z Lermy
- markýz z Priega
- markýz z Villeny a vévoda z Escalony
- hrabě-vévoda z Benavente
- hrabě z Cabry
- hrabě z Lemosu
- hrabě z Lerínu, následně přičleněno k vévodskému rodu z Alby
- hrabě z Milgaru, později vévoda z Mediny di Ríoseco
- hrabě z Mirandy del Castañar, později vévoda z Peñarandy di Duero
- hrabě z Ureñi, později vévoda z Osuny

Badatelé se shodují na tom, že mezi těmito prvními „grandy“ neexistovalo právo přednosti a protokolární řazení probíhalo v pořadí, v jakém byl titul udělen. Těchto dvacet pět původních pánů (včetně několik dalších, jimž bylo grandství uděleno za panování Karla I. a jeho syna Filipa II.), jsou označováni jako grandi prvního řádu. Jedná se celkem asi o čtyřicet titulovaných rodů ke konci 16. století.
Až na několik výjimek, jako například potomci Kryštofa Kolumba (vévodové z Veraguy, uděleno v roce 1537), tyto význačné osobnosti představovaly nejmocnější skupinu ve středověkém Španělsku s obrovskou územní i ekonomickou mocí.

### Pozdější vývoj
V 16. století se několika titulovaným dostalo vysoké pocty v podobě grandátu, mezi nimi např. hrabě-vévoda z Olivares neboo hrabě z Oñate.
S nástupem Bourbonů na španělský trůn, byli titul španělského granda udělen také některým francouzským pairům, kteří pomáhali Filipovi V. během války o španělské dědictví. Od té doby španělští panovníci v omezené míře pokračují v udělování tohoto vysokého titulu význačným osobnostem španělského veřejného života, jako v případě Adolfa Suáreze, předsedovi vlády v době španělského přechodu k demokracii, jemuž král Jan Karel I. udělil grandství společně s vévodským titulem.
19. století přineslo velké rozdíly mezi grandy prvního řádu a zbytkem nositelů tohoto titulu, a současně značný nárůst počtu grandů, kdy byl tento titul udělen mnoha politickým a vojenským činitelům.

## Současný stav
Hlava 62 demokratické ústavy Španělského království z roku 1978 králi přiznává “právo milosti” (španělsky:Derecho de Gracia), kterým se upravuje současná španělská legislativa ohledně šlechtických titulů.
Ačkoli je predikát „grand“ tradičně spojen s vévodským titulem, může rovněž accompagnare tituly markýz, hrabě, vikomt, baron nebo svobodný pán, včetně takových případů, kdy může být udělen výhradně predikát bez jakéhokoli šlechtického titulu. Španělští grandi, jejich zákonné manželky a prvorozené děti požívají nároku na oslovení Excelentísimos Señores, neprovorozené děti grandů mají titul Ilustrísimos Señores.

## Privilegia
Španělští grandi v dějinách požívali četných privilegií, kterých postupně ubývalo počínaje 19. století. Posledním takovým privilegiem byl nárok na diplomatický pas při zahraničních cestách. Toto privilegium bylo zrušeno královským dekretem 1023/1984. Španělští grandi měli diplomatický pas, neboť v mnoha případech skutečně tradičně zastupovali či reprezentovali Španělskou korunu.
V dnešní době predikát španělský „grand“ nepřináší žádná právní privilegia, kromě čestných, protokolárních a společenských, spojených s titulem Excelentísimos Señores.